# Sama
Sama – rzeka w zachodniej Polsce, lewy dopływ Warty. Płynie na Pojezierzu Poznańskim, w województwie wielkopolskim.

## Przebieg
Przepływa rynną polodowcową przez równinne tereny zachodnio-poznankiej moreny dennej. Wypływa z jeziora Lusowskiego w miejscowości Lusówko, w pobliżu Tarnowa Podgórnego, na wysokości około 90 m n.p.m., wśród wzniesień morenowych. Początkowo z Jezioro Lusowskiego (122 ha), po 2 km zmienia kierunek na południowy i wykorzystuje długą rynnę ciągnącą się z południa ku północy, częściowo zaadaptowaną na Zbiornik Radzyny. Dno doliny Samy jest tu podmokłe, a brzegi wysokie. W środkowym brzegu rzeki jej dolina jest wąska i prawie bezleśna. Około 7,5 km przed ujściem Sama zmienia kierunek na północno-zachodni, a jej dolina pogłębia się. W otoczeniu znajdują się tu lasy. Sama po drodze przejmuje spływy jezior: Bytyńskiego, Lubosińskiego Dużego i Małego, Buszewskiego, Pamiątkowskiego, Szamotulskiego i Sycyńskiego.
Sama przepływa przez miejscowości takie jak: Lusówko, Jankowice, Kaźmierz, Myszkowo, Szamotuły, Grabowiec, Kobylniki i Obrzycko. Od młyna w Obrzycku rzeka płynie jarem; ma tu bardzo bystry brzeg i przypomina potok górski. ujście Samy do Warty w Obrzycku leży na wys. 42,5 m n.p.m.

## Kajakarstwo
Sama jest mało popularnym szlakiem kajakowym, dostępnym tylko przy wyższym stanie wód. W dolnym biegu występuje sporo przenosek, spowodowanych zalegającymi pniami drzew, a także mostkami i śluzami. Trasa ma postać częściowo prostych, długich odcinków, na przemian z silnymi meandrami.

## Galeria

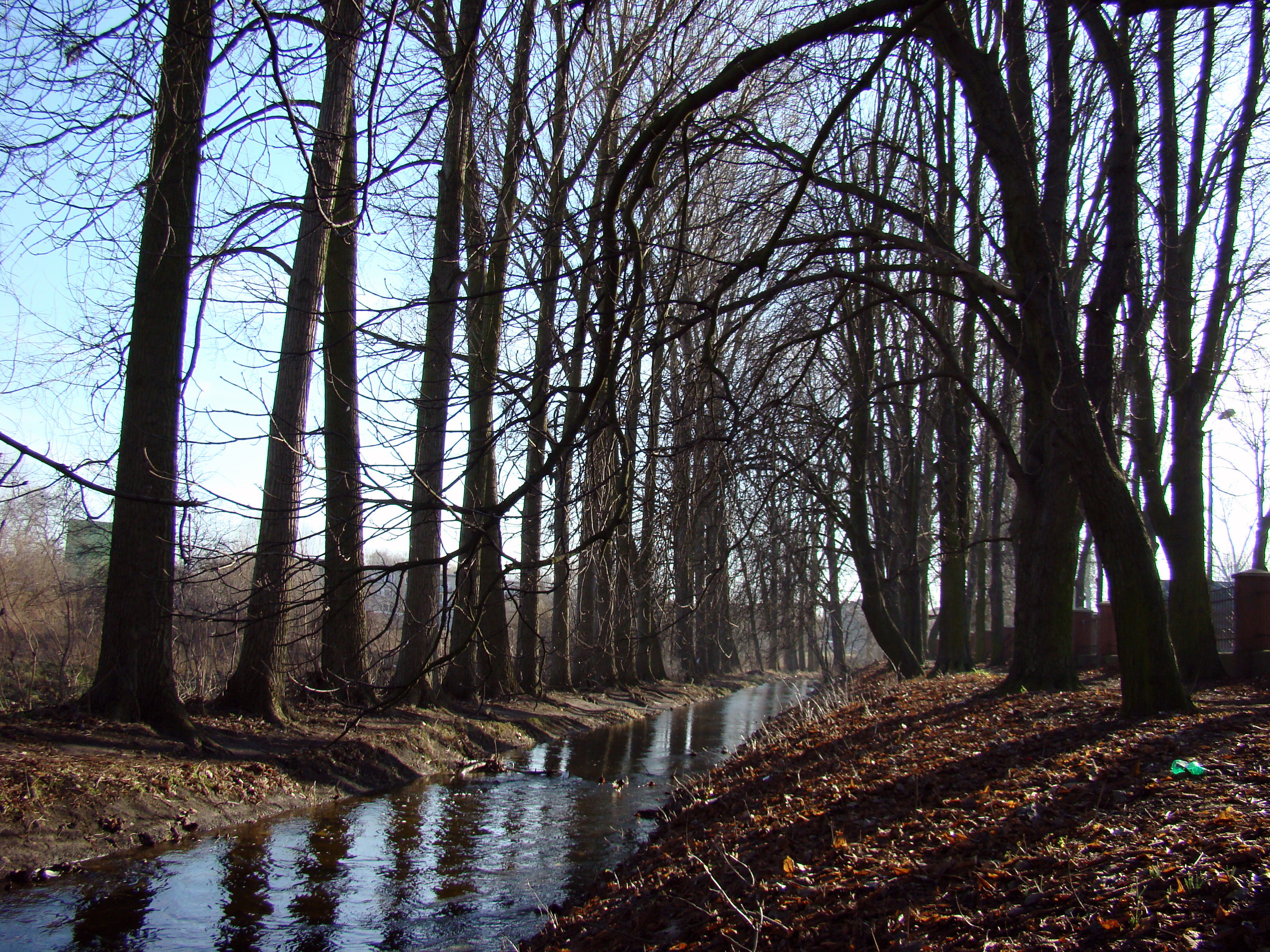
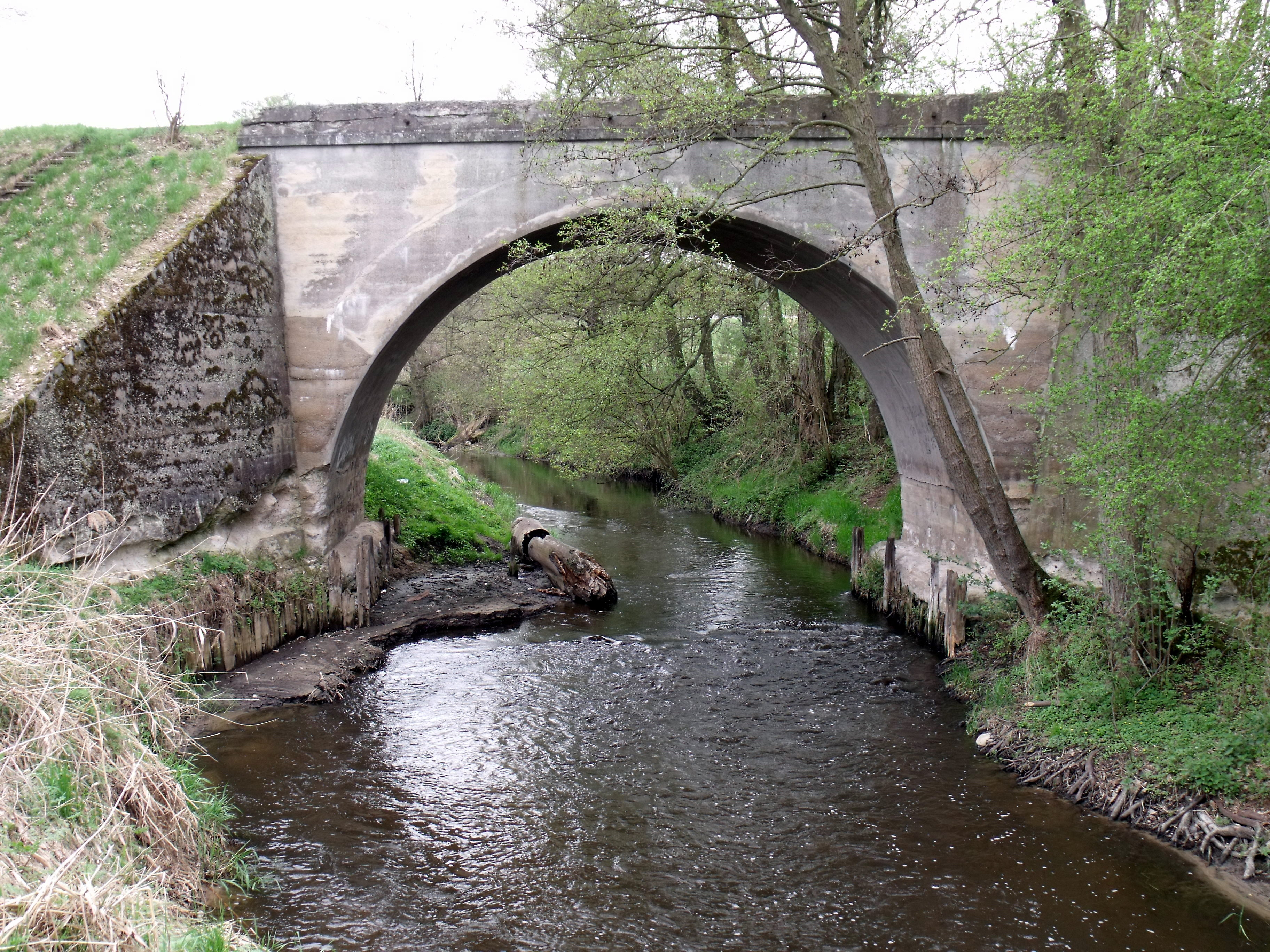
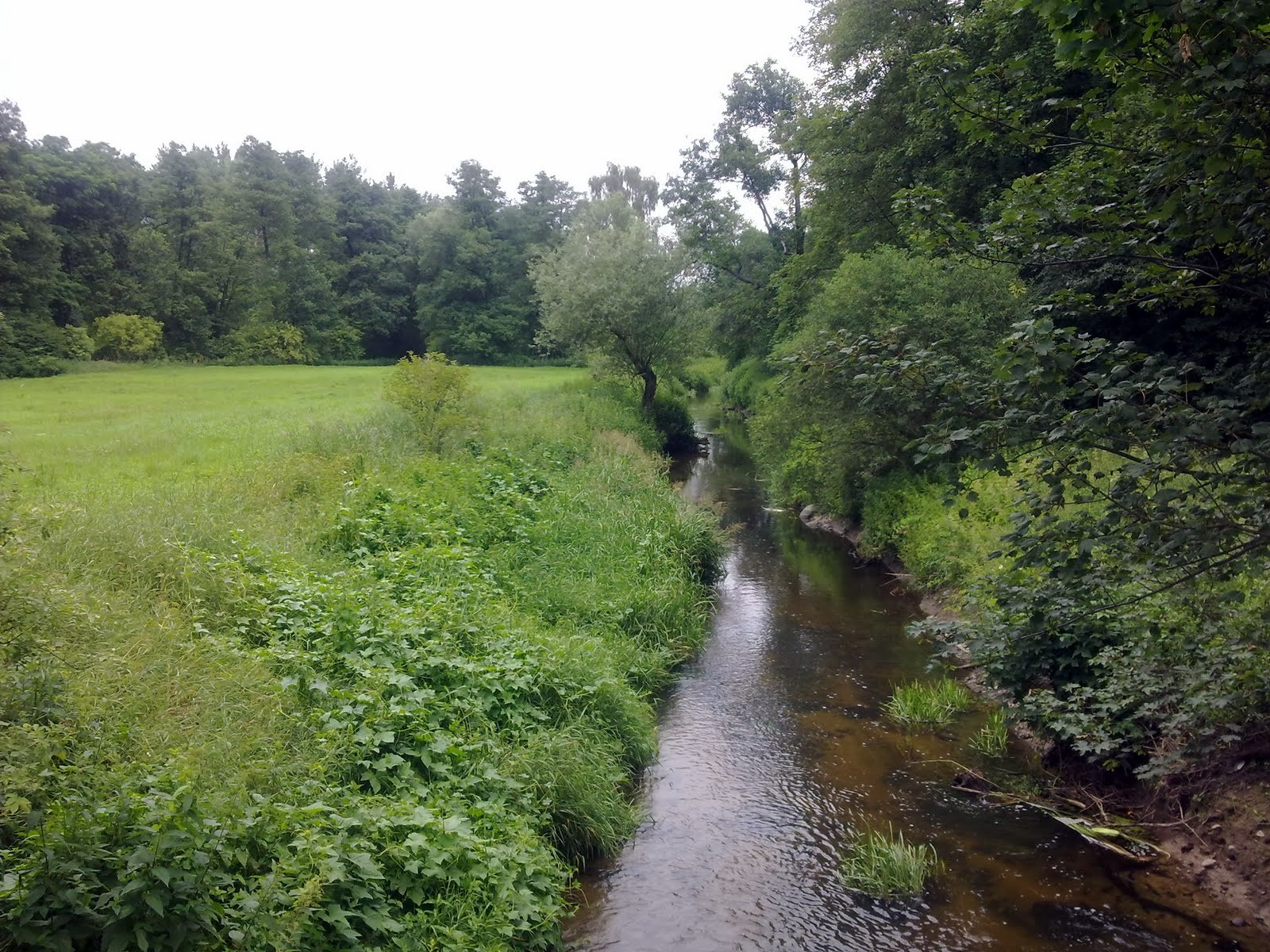
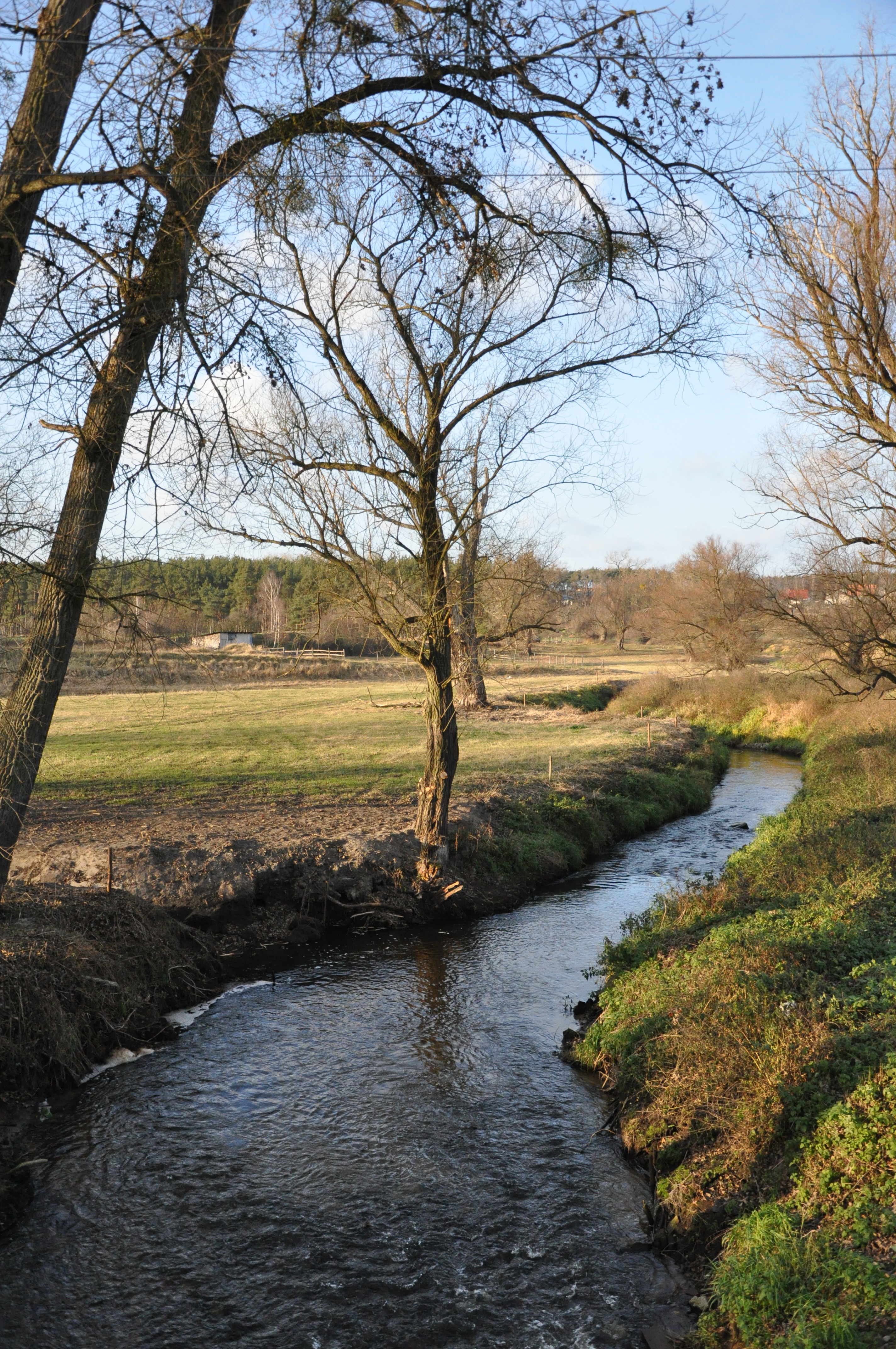
Sama niedaleko ujścia